# Goatsnake
Goatsnake est un groupe de stoner et doom metal américain, originaire de Los Angeles, en Californie. Le groupe est formé en 1996, et publient deux albums studio - Goatsnake Vol. 1 (1999) et
Flower of Disease (2000) - avant de se séparer en 2001. Trois ans plus tard, le groupe se reforme en 2004, puis publie pour la première fois depuis 2000, un album studio intitulé Black Age Blues en 2015.

## Biographie
Goatsnake est formé des cendres de The Obsessed, en 1996 à Los Angeles, en Californie. L'ancienne section rythmique composée du bassiste Guy Pinhas et du batteur Greg Rogers Jamme avec le guitariste Greg Anderson avant de rencontrer l'ancien chanteur de Scream Pete Stahl. Ainsi formé, Goatsnake sort deux EPs en 1998, et un premier album l'année suivante, en 1999. Jusqu'en 2000, le groupe enchaîne les tournées en compagnie d'Unida, Fatso Jetson, Electric Wizard, Orange Goblin ou encore Sunn O))), un autre projet de Greg Anderson. En 2000, Pinhas rejoint Acid King et est remplacé par Stuart Dahlquist de Burning Witch. Cette même année ils sortent leur second album intitulé Flower of Disease, Le groupe se sépare cependant en 2001.
En 2004, Anderson et Stahl reforment le groupe avec le bassiste Scott Reeder (Kyuss, The Obsessed) et le batteur JR (Cave In). Ils enregistrent trois nouveaux morceaux publiés sur l'EP Trampled Under Hoof.
Après des années de sommeil, la formation originale du groupe remonte sur scène au Roadburn Festival le jeudi 15 avril 2010. Depuis, le groupe donnera une dizaine de dates comprenant un concert lors de l'édition 2011 du Hellfest. Le 16 juin 2011, le groupe joue avec Godflesh au Forum de Londres, en Angleterre. Les membres Anderson, Stahl, et Rogers (accompagnés du nouveau bassiste Scott Renner) se lancent dans la réalisation d'un nouvel aux côtés du producteur Nick Raskulinecz, qui est prévu pour 2015. En 2015, le groupe publie donc Black Age Blues aux labels Southern Lord et Differ-Ant, leur premier album depuis 2000.

## Membres

### Membres actuels
- Greg Anderson - guitare (1996-2001, depuis 2004)
- Pete Stahl - chant, harmonica (1996-2001, depuis 2004)
- Greg Rogers - batterie (1996-2001, depuis 2010)
- Scott Reeder - basse (depuis 2015)

### Anciens membres
- Joey Castillo - batterie
- G. Stuart Dahlquist / G. Subharmonium - basse (2000-2001)
- Ron Holzner - basse (2001, uniquement live)
- JR - batterie (2004-?)
- Guy Pinhas - basse (2004-?)

## Discographie

### Albums studio
- 1999 : Goatsnake Vol. 1
- 2000 : Flower of Disease
- 2015 : Black Age Blues

### Splits et EPs
- 1998 :  IV
- 1998 : Man of Light
- 2000 : Goatsnake/Burning Witch (split avec Burning Witch)
- 2000 : Dog Days
- 2004 : Trampled Under Hoof